# Zekenites
Zekenites was een piratenheerser in de 1ste eeuw v.Chr. Hij heerste over verschillende Lycische kuststeden zoals Olympos en Phaselis in het hedendaagse Turkije.
Toen zijn vloot verslagen werd door de Romeinen onder leiding van Publius Servilius Isauricus ontnam hij zichzelf het leven door zijn huis in de stad Olympos in brand te steken.
Het is mogelijk dat Zekenites zelf geen piraat was maar de leider van een groep rebellen die Mithras aanbaden en daartoe een bondgenootschap hadden gesloten met de Cilicische piraten.